# クリスティナ・アップルゲイト
クリスティナ・アップルゲイト（Christina Applegate、1971年11月25日 - ）は、アメリカ合衆国カリフォルニア州ハリウッド出身の女優。テレビシリーズへの出演が多いコメディエンヌ。

## 来歴
父親はレコード・プロデューサー、母親は女優。子供の時からコマーシャルなどに出演していたが、17歳で学校を辞め、本格的に俳優を志す。1987年から1997年までテレビシリーズ"Married... With Children"に出演。1998年からは自身のシットコム"Jesse"にも出演し人気を得た。『フレンズ』にもレイチェルの妹役で登場している。
2005年にはミュージカル『スウィート・チャリティ』でブロードウェイ・デビューも果たした。
2009年度エミー賞の主演女優賞に『サマンサ Who?』でノミネートしている。

### プライベート
2001年に俳優のジョナサン・シェックと結婚した が、2007年に離婚している。
2008年に乳癌（片胸）を宣告される。転移や再発を考慮して、両胸の乳房切除手術を受けたことも告白している。
2008年からミュージシャンのマーティン・レノーブルと交際をはじめ、2010年に婚約した。2011年1月に娘が生まれている。
2021年8月に数か月前に多発性硬化症と診断され、それに伴い無期限の闘病生活に入った為、『デッド・トゥ・ミー』の撮影が一時中断していたが、現在は再開され、2022年11月17日に最終シーズンであるシーズン3が配信される予定である。

## フィルモグラフィー
| 公開年 | 邦題/原題                                                                                         | 役名                           | 備考                  |
| ------ | ------------------------------------------------------------------------------------------------- | ------------------------------ | --------------------- |
| 1981   | コブラパニック・呪われた牙 Jaws of Satan                                                          | キム・ペリー                   |                       |
| 1983   | グレース・ケリー物語 Grace Kelly                                                                  | 若いころのグレース・ケリー     | テレビ映画            |
| 1988   | アリッサ・ミラノの朝まで踊ろう Dance 'Til Dawn                                                    | パトリス・ジョンソン           | テレビ映画            |
| 1991   | ドリーム・ガール/ママにはないしょの夏休み Don't Tell Mom the Babysitter's Dead                    | スー・エレン・クランデル       | 劇場未公開            |
| 1995   | ワイルド・ビル Wild Bill                                                                          | Lurline Newcomb                |                       |
| 1996   | マーズ・アタック! Mars Attacks!                                                                   | シャローナ                     |                       |
| 1997   | ノーウェア Nowhere                                                                                | Dingbat                        |                       |
| 1998   | ビッグ・ヒット The Big Hit                                                                        | パム                           |                       |
| 1998   | マフィア! Jane Austen's Mafia!                                                                    | ダイアナ                       |                       |
| 1999   | マグナム Out in Fifty                                                                             | ライア                         |                       |
| 2001   | マイ・ラブリー・フィアンセ Just Visiting                                                          | ロザリンド／ジュリア           |                       |
| 2001   | フロッグ・プリンス カエルの王子さま Prince Charming                                               | ケイト                         | テレビ映画            |
| 2002   | クリスティーナの好きなコト The Sweetest Thing                                                     | コートニー・ロックリフ         |                       |
| 2003   | ハッピー・フライト View from the Top                                                              | クリスティーン・モンゴメリー   |                       |
| 2003   | ワンダーランド Wonderland                                                                         | スーザン                       |                       |
| 2004   | 俺たちニュースキャスター Anchorman: The Legend of Ron Burgundy                                    | ヴェロニカ・コーニングストーン |                       |
| 2004   | 恋のクリスマス大作戦 Surviving Christmas                                                          | アリシア・ヴァルコ             |                       |
| 2005   | スザンヌの日記 Suzanne's Diary for Nicholas                                                       | スザンヌ・ベドフォード         | テレビ映画            |
| 2006   | 童貞ペンギン Farce of the Penguins                                                                | メリッサ                       | 声の出演              |
| 2008   | ROCKER 40歳のロック☆デビュー The Rocker                                                           | キム                           |                       |
| 2010   | キャッツ & ドッグス 地球最大の肉球大戦争 Cats & Dogs: The Revenge of Kitty Galore                 | キャサリン                     | 声の出演              |
| 2010   | 遠距離恋愛 彼女の決断 Going the Distance                                                          | コリーン                       |                       |
| 2011   | ホール・パス/帰ってきた夢の独身生活＜1週間限定＞ Hall Pass                                        | グレイス                       |                       |
| 2011   | アルビン3 シマリスたちの大冒険 Alvin and the Chipmunks: Chipwrecked                               | ブリタニー・ミラー             | 声の出演              |
| 2013   | 俺たちニュースキャスター 史上最低!?の視聴率バトルinニューヨーク Anchorman 2: The Legend Continues | ヴェロニカ・コーニングストーン |                       |
| 2014   | ブック・オブ・ライフ 〜マノロの数奇な冒険〜 The Book of Life                                      | メアリー・ベス                 | 声の出演              |
| 2015   | アルビン4 それいけ! シマリス大作戦 Alvin and the Chipmunks: The Road Chip                         | ブリタニー・ミラー             | 声の出演 劇場未公開   |
| 2015   | お!バカんす家族 Vacation                                                                          | デビー・グリズワルド           |                       |
| 2016   | バッド・ママ Bad Moms                                                                             | グウェンドリン・ジェームズ     | 劇場未公開            |
| 2017   | ホームメイト! Crash Pad                                                                           | モーガン                       | 劇場未公開            |
| 2017   | バッド・ママのクリスマス A Bad Moms Christmas                                                     | グウェンドリン・ジェームズ     | カメオ出演 劇場未公開 |

### テレビ
| 放映年    | 邦題/原題                                              | 役名                 | 備考                              |
| --------- | ------------------------------------------------------ | -------------------- | --------------------------------- |
| 1986      | 世にも不思議なアメージング・ストーリー Amazing Stories | ホリー               | エピソードWelcome to My Nightmare |
| 1987      | ファミリータイズ Family Ties                           | キトゥン             | エピソードBand on the Run         |
| 1987-1997 | Married with Children                                  | ケリー               | 258エピソード                     |
| 1998-2000 | Jesse                                                  | ジェシー・ワーナー   | 42エピソード                      |
| 2002-2003 | フレンズ Friends                                       | エイミー・グリーン   | 2エピソード                       |
| 2007-2009 | サマンサ Who? Samantha Who?                            | サマンサ・ニューリー | 兼製作・主演                      |
| 2015      | ウェブセラピー Web Therapy                             | ジェニー・ボロナ     | 2エピソード                       |
| 2019-2022 | デッド・トゥ・ミー 〜さようならの裏に〜 Dead to Me     | ジェン               | 主演                              |

## 参照
1. ↑  Christina Applegate & Johnathon Schaech Wedding lovetripper.com
2. ↑  Johnathon Schaech and Christina Applegate Split
3. ↑  “Christina Applegate Diagnosed With Breast Cancer”.   People (2008年8月3日). 2008年8月3日閲覧。
4. ↑  “「感情が崩壊」。両乳房切除のクリスティナ・アップルゲイト、術後の心境を語る。”. exciteニュース. (2012年10月24日) 2012年10月26日閲覧。
5. ↑  Lehner, Marla (2010年4月16日). “Christina Applegate is Getting Married!”. People. 2010年6月23日閲覧。
6. ↑  Jordan, Julie (2011年2月1日). “Christina Applegate Delivers Daughter Sadie Grace”.   People.com. 2011年8月13日閲覧。